# Gran Ducat de Moscou
|  | Per a altres significats, vegeu «Moscovià». |

Moscòvia, Principat de Moscou (en rus: Княжество Московское, Kniàjestvo Moskóvskoie) o el gran ducat de Moscou (en rus: Великое княжество Московское: Velíkoie kniàjestvo Moskóvskoie) és el nom de l'estat rus que va existir des del segle xiv fins al XVI. El gran Principat de Moscou, com se'l va conéixer en els documents russos antics (i Moscòvia en alguns d'occidentals), va ser el successor de la Rus de Kíev en els seus territoris septentrionals i el predecessor del Tsarat rus (en rus: Царство Русское, Tsarstvo Rússkoie), que al seu torn va precedir l'Imperi Rus.

## Origen
Quan els mongols van envair les terres de la Rus de Kíev, Moscou era un poble insignificant en la ruta comercial del Principat de Vladímir-Súzdal. Els mongols van incendiar la ciutat en l'hivern de 1240 i la van saquejar el 1293. Malgrat tot, estava situada en una posició llunyana per als mongols, cosa que unida als frondosos boscos que la rodejaven, li va oferir una certa seguretat dels seus atacs; a més, la ciutat es trobava en una posició geogràfica prou important, ja que es era en la cruïlla de la ruta del Bàltic amb la de Sibèria i amb la de la mar Negra, fins i tot a la regió del Caucas, llocs als quals es podia accedir des de la ciutat mitjançant el transport fluvial, en el cas de les dues mars.
Més important encara per al creixement de Moscou en la seua ascensió com a estat va ser el govern d'una sèrie de prínceps ambiciosos i amb sort. El primer príncep va ser Daniel I de Moscou, el fill més jove del posteriorment canonitzat Alexandre Nevski, príncep de Vladímir-Suzdal. Daniel I va planejar l'expansió del seu principat apoderant-se de la ciutat de Kolomna i de Pereiaslavl-Zalesski per a la seua família.
El fill de Daniel, Iuri I de Moscou, ja va controlar tota la conca del riu Moskvà i va expandir els seus dominis cap a l'oest amb la presa de la ciutat de Mojaisk. Posteriorment, va concertar una aliança amb el kan Uzbeg de l'horda d'Or, i es va casar amb la germana del kan. Li va ser permés pel kan l'obtenció del títol de gran duc de Pereslavl-Zalesski, una posició que li va permetre interferir en els assumptes de la República de Nóvgorod, al nord-oest.
El successor de Iuri, Ivan I de Moscou (regnat 1324-1340), va retindre l'administració del títol de gran duc gràcies a la col·laboració amb els mongols i a la recaptació de tributs als altres principats russos en el seu nom. Aquestes relacions establertes van possibilitar l'ascens d'Ivan I de Moscou entre els russos, particularment amb la principal ciutat rival de Moscou, Tver, al nord, que es va revoltar contra l'horda el 1327. L'alçament va ser sufocat amb l'aliança de forces moscovites i mongols. Ivan va ser considerat la persona més rica de Rússia, fins a tal punt que se'l va conèixer amb el malnom de Kalita (literalment, 'moneder'). Va usar la seua fortuna per a adquirir terres en els altres principats i per a la construcció d'esglésies en el Kremlin. El 1327 l'Església ortodoxa russa va traslladar la seua residència de Kíev a Vladímir, i més tard a Moscou, fent encara més visible el prestigi del nou principat.

## Dmitri Donskoi
Els successors d'Ivan van continuar reunint les terres russes per incrementar la població i mantenir-la sota el seu control. Durant el procés, els seus interessos van xocar amb els del gran ducat de Lituània, en plena expansió; a més, els seus habitants també seguien el culte cristià oriental. El gran duc Algirdas de Lituània es va aliar amb Tver mitjançant el seu propi matrimoni i en coalició van emprendre tres campanyes contra Moscou (1368, 1370, 1372), però no van poder prendre la ciutat. El principal dic de contenció a les tropes lituanes entre Moscou i Vílnius va ser la gran ciutat de Smolensk.
Dmitri va derrotar el 1380 a Mamai, de l'Horda d'Or en la batalla de Kulikovo però no aconseguí esdevenir plenament independent de l'Horda d'Or. En 1382, el kan Toktamix va llançar una altra campanya contra el Gran Ducat de Moscou, en la qual va capturar i cremar Moscou, i forçà Demetri a acceptar-lo com a sobirà.

## Basili I i Basili II
Basili I de Moscou va continuar les polítiques del seu pare però es va veure obligat a seguir una política més conciliadora després de la incursió d'Edigu a Moscou el 1408, que no va prendre però va incendiar Nijni Nóvgorod, Gorodets, Rostov, i altres ciutats. Casat amb l'única filla del gran duc Vytautas de Lituània, va intentar evitar obrir conflictes amb el seu poderós sogre, fins i tot quan aquest va annexionar Smolensk. Els anys pacífics del seu llarg regnat van estar marcats per la contínua expansió cap a l'est (annexió de Nizhny Novgorod i Suzdal, 1392) i cap al nord (annexió de Vologda, Veliky Ustyug i Perm de Vychegda, 1398). Nijni Nóvgorod va ser donat pel Khan de l’Horda d’Or com a recompensa per l'ajut moscovita contra un rival.
Les reformes de Sergi de Ràdonej van desencadenar un revifament cultural, exemplificat per les icones i els frescos del monjo Andrei Rublev. Centenars de monestirs van ser fundats per deixebles de Sergi de Ràdonej en llocs distants i inhòspits, inclosos Beloozero i Solovki. A part de les seves funcions culturals, aquests monestirs eren grans propietaris que podien controlar l'economia d'una regió adjacent. De fet, van servir com a llocs avançats de la influència de Moscou als principats i repúbliques veïns. Un altre factor responsable de l'expansió del Gran Ducat de Moscou va ser la seva situació dinàstica favorable, en què el seu fill succeïa a cada sobirà, mentre que els principats rivals tenien conflictes dinàstics i dividits en polítiques cada vegada més petites. L'única branca lateral de la Casa de Moscou, representada per Vladimir de Serpukhov i els seus descendents, estava fermament ancorada al ducat de Moscou.
La situació va canviar amb l'ascensió del successor de Basili I, Basili II de Moscou. Al cap de poc temps, el seu oncle, Yuri de Zvenigorod, va començar a avançar les seves pretensions al tron i la corona de Monomakh. Un agre conflicte familiar va esclatar i va sacsejar el país durant tot el regnat. Després de la mort de Yuri el 1432, les reclamacions van ser acceptades pels seus fills, Vasily Kosoy i Dmitry Shemyaka, que van perseguir la guerra civil moscovita fins als anys 1450. Tot i que va ser expulsat de Moscou en diverses ocasions, pres per Ulugh Muhammad Khan de Kazan i cegat el 1446, Basili II finalment va aconseguir triomfar sobre els seus enemics i passar el tron al seu fill. Dels prínceps que havíen donat suport a Shemyaka, Ivan Mozheysky va fugir amb la família a Lituània i el principat de Mozhaysk va passar a Moscou, com el principat de Serpukhov. El principat de Vereya va romandre com a l'únic principat independent en terres de Moscou. Es va elegir Jonàs de Razan un bisbe nadiu com a metropolità de Moscou, cosa que equivalia a una declaració d’independència de l'Església Ortodoxa Russa del patriarca de Constantinoble en 1448.

## Ivan III
Ivan III de Moscou es considerava hereu del caigut Imperi Romà d'Orient i defensor de l'Església Ortodoxa. Es va proclamar sobirà de tota la Rússia i va reclamar drets patrimonials sobre les antigues terres de la Rus de Kíev. Aquestes ambicions van conduir al creixement constant del territori i el poder moscovites. La supremacia de l'Horda d'Or va acabar el 1480 amb la derrota d'Ahmed Khan bin Küchük al Gran xoc al riu Ugra. Moscou va estendre la seva influència al Principat de Riazan el 1456, va annexionar la República de Novgorod el 1477 i va annexionar el Principat de Tver el 1483. Altres objectius expansionistes d'Ivan III van xocar amb els interessos lituans.
Entre 1486 i 1487 els territoris fronterers amb Gran Ducat de Lituània a la part alta del riu Oka van ser atacats pel Gran Ducat de Moscou i el seu aliat Meñli I Giray, Khan de Crimea, i les tensions van continuar augmentant. L'agost de 1492, sense declarar la guerra, Ivan III va iniciar grans accions militars capturant i cremant Mtsensk, Lyubutsk, Serpeysk i Meshchovsk i va atacar Mosalsk i el territori dels ducs de Viazma. Els nobles ortodoxos van començar a canviar de bàndol a Moscou, ja que prometia una millor protecció contra les incursions militars i la fi de la discriminació religiosa que practicaven els catòlics lituans. Ivan III va declarar oficialment la guerra el 1493 i Alexandre I Jagelló, va enviar una delegació a Moscou per negociar un tractat de pau, signat el 5 de febrer de 1494 i que va suposar les primeres pèrdues territorials lituanes per a Moscou: el Principat de Viazma i una regió considerable a la part alta del riu Oka. Un dia abans de la confirmació oficial del tractat, Alexandre va ser promès amb Helena Ivanovitx, filla d'Ivan.

## Basili III de Moscou
Basili va continuar la política del seu pare i va passar la major part del seu regnat consolidant els guanys d'Ivan. A la mort d'Alexandre I Jagelló en 1506 va postular-se al tron polonès, però els nobles polonesos van triar Segimon el Vell, que va ser coronat rei de Polònia i gran duc de Lituània. Va annexionar les darreres províncies autònomes de Pskov el 1510, l'apanatge de Volokolamsk el 1513, els principats de Riazan el 1521 i Novgorod-Seversky el 1522, i va aprofitar la difícil posició de Segimon el Vell de Polònia per capturar Smolensk, la gran fortalesa oriental de Lituània però, malgrat la inferioritat en el nombre, després els polonesos aconseguiren infringir als russos una derrota sagnant el 1514
El papa Juli II, davant els èxits militars de Segimon I, el felicità calorosament i l'invità a formar una lliga amb objecte d'expulsar els turcs d'Europa; però aquests èxits excitaren també l'enveja de l'emperador Maximilià I, el qual va prometre el seu suport al tsar si aquest decidia reprendre les hostilitats. El desembre de 1512 un poderós exèrcit rus va penetrar a Lituània intentant capturar Smolensk, fracassant en dos setges en 1513 i la ciutat va caure el juliol de 1514, i malgrat la inferioritat en el nombre, després els polonesos aconseguiren infringir als russos una derrota sagnant el 1514 en la batalla d'Orša, però malgrat la seva victòria no van poder recuperar Smolensk. El 1522 es va signar una treva de cinc anys, sense intercanvi de presoners i Rússia conservava el control de Smolensk.
Basili va gaudir del suport de l’Església en la seva lluita amb l’oposició feudal, però el 1521, Varlaam el metropolità de Moscou va ser bandejat per negar-se a participar en la lluita de Basili contra el príncep Vassili Xemiatxitx, i els prínceps rurikides Vasili Xuiski i Ivan Vorotinski també van ser enviats a l'exili. Durant el regnat de Basili III, la propietat de la noblesa va augmentar, mentre que les autoritats intentaven activament limitar les immunitats i privilegis dels boiars.

## Ivan IV de Rússia
A la mort de Basili III de Moscou el 1533, el seu fill i hereu, Ivan IV, tenia només tres anys. La seva mare, Ielena Glínskaia, va actuar com a regent i va participar en les lluites de poder. El monarca polonès-lituà va decidir aprofitar la situació i va exigir el retorn dels territoris conquerits per Basili, i a l'estiu de 1534, el gran hetman Jerzy Radziwiłł i els tàtars van devastar la zona al voltant de Txernigov, Novgorod Seversk, Radogoshch, Starodub i Briansk. L'octubre de 1534, un exèrcit moscovita comandat pel príncep Ovchina-Telepnev-Obolensky, el príncep Nikita Obolensky i el príncep Vasily Shuisky va envair Lituània, avançant fins a Vilnius i Naugardukas, i va construir una fortalesa al llac Sebezh l'any següent, abans de ser aturat. L'exèrcit lituà dirigit per l'hetman Radziwill, Andrei Nemirovich, l'hetman polonès Jan Tarnowski i el semen Belsky van llançar un poderós contraatac i van prendre Gomel i Starodub.
El 1536, la fortalesa de Sebezh va derrotar les forces lituanes de Nemirovich quan van intentar assetjar-la, i els moscovites van atacar Liubech, van arrasar Vitebsk i van construir fortaleses a Velizh i Zavoloche. Lituània i Rússia van negociar una treva de cinc anys, sense intercanvi de presoners, en què Homel quedava fora del control reial, mentre que els moscovites mantenien Sebezh i Zavoloche.
En 1538 els boiars va usurpar el poder, i el va exercir de forma violenta. Un grup de reformadors conegut com el "Consell Escollit" es va unir al voltant del jove Ivan, el va declarar tsar (emperador) de tota Rússia el 1547 a l'edat de 16 anys i va establir el Tsarat de Rússia amb Moscou com a estat predominant. El regnat d'Ivan es va caracteritzar per la transformació de Rússia d'un estat medieval a un imperi sota el tsar, però a un cost immens per a la seva gent i la seva economia més àmplia i a llarg termini.